# ایمازاپیر
ایمازاپیر (به انگلیسی: Imazapyr) یک ترکیب شیمیایی با شناسه پاب‌کم ۵۴۷۳۸ است.